# José Behra
Joseph Eduard Robert Christian "José" Behra (Nice, 11 september 1924 - Mougins, 16 november 1997) was een Frans autocoureur en de broer van Jean Behra. In 1959 stond hij eenmaal op de inschrijflijst van een Formule 1-race, in de Grand Prix van Monaco van dat jaar was hij reservecoureur voor het team Porsche. Alle Porsche-coureurs startten die race echter en Behra schreef zich hierna nooit meer in voor een Formule 1-race.
In 1957 startte Behra ook in de 24 uur van Le Mans. Met als teamgenoot Lèon Coulibeuf reed hij voor diens team, maar zij vielen na 136 ronden uit en werden geklasseerd als 28ste. In de 24H van Le Mans van 1958 nam hij de plaats in van Ricardo Rodriguez die door de ACO te jong werd geacht (Ricardo was pas 16 jaar) en reed hij samen met diens broer Pedro Rodriguez in een NART Ferrari 500TR 2.0L. Na een crash werd de radiator beschadigd en dienden ze de strijd te staken na 119 ronden wegens een oververhitte motor. In 1963 won hij ook de Tour de France Automobile met als teamgenoot Jean Guichet.